# 小青岛灯塔
36°03′12″N 120°19′7″E / 36.05333°N 120.31861°E
小青岛灯塔位于中华人民共和国山东省青岛市市南区胶州湾口东侧青岛湾内的陆连岛小青岛上，始建于1904年，因青岛十景之一的“琴屿飘灯”而闻名，现为全国重点文物保护单位青岛德国建筑群的一部分。

## 历史
小青岛上最初有一座胶澳总督府1900年12月所设立的绿色临时导航灯，1904年改建为永久性航标灯塔，由总督府建筑师埃瓦德·帕布斯特设计，命名为“阿尔考纳岛灯塔”（Leuchtturm Arkona-Insel）。初建时塔高12.5米，装有一盏乙炔气灯，每3秒钟闪红光一次，天气晴朗时可在4海里外看到。1914年青岛战役时，灯塔被德军自行破坏。次年，日本当局修复灯塔，后于1921年将灯塔的照明设备更新为五级亮度屈光射线灯，每5秒闪红光一次，天气晴朗时可在15海里外看到。
1936年青岛市政府组织的“青岛十景”评选中，小青岛及灯塔以“琴屿飘灯”之名列入其中，成为青岛标志性景观之一。1963年，灯塔进行大修和设备更新，安装了一支直径500毫米的旋转式牛眼透镜，以电力驱动发光，射程12海里。1996年灯塔大修后更换为FGA-175型灯器。该灯塔现由天津海事局青岛航标处管理使用。
1992年1月16日，该灯塔列入第五批青岛市文物保护单位。2000年列入第一批青岛市历史优秀建筑。2006年5月25日列入第六批全国重点文物保护单位青岛德国建筑群扩展名单。

## 建筑
小青岛灯塔为一座底宽上收的锥形灯塔，塔高15.5米，海拔高度18米，建筑面积20平方米。塔身以白色石灰岩砌筑，底部两层为八角形，第三层为圆柱形，其上为使用铆钉连接的钢板尖顶，外部为露天平台，塔内有30级石质螺旋楼梯直通塔顶。现灯质为红色光束，闪烁间隔为6.5秒，射程12海里。

## 图集
- 小青岛及其上的临时导航灯
- 小青岛灯塔设计图
- 德占时期的小青岛灯塔
- 第一次日占时期的小青岛
- 1950年代的小青岛灯塔
- 20世纪末的小青岛
- 2016年的小青岛
- 全国重点文保单位碑